# Tommy Jönsson
Tommy Jönsson, född 4 mars 1976, är en svensk före detta fotbollsspelare (back).
Tommy Jönsson inledde sin karriär i GIF Nike och gick som 16-åring till Malmö FF, där han gjorde allsvensk debut 1994. Inför säsongen 1998 flyttade han till Halmstads BK. Efter att tidigare spelat som vänsterback flyttades han i Halmstad snart in som mittback. 2000 vann han allsvenskt guld med HBK och 2003 debuterade han i Sveriges landslag. Han blev 2004 lagkapten i HBK, då han ersatte Petter Hansson. 2010 lämnade Jönsson över lagkaptensbindeln till Johnny Lundberg istället. Den 3 oktober 2010 gjorde han sin 300:e match för HBK. Efter säsongen 2010 valde Jönsson att lägga av med fotbollen och istället satsa på en civil karriär som privatekonomisk rådgivare.

## Meriter
- Allsvenskan:
  - Guld: 2000 (Halmstads BK)
  - Stort silver: 1996 (Malmö FF), 2004 (Halmstads BK)
  - Litet silver: 1994, 1997 (Malmö FF), 1999 (Halmstads BK)
  - Brons: 1998 (Halmstads BK)
- 3 A-landskamper (2003[2])
  - 2003-02-16 mot Qatar (n), 3-2
  - 2003-02-20 mot Thailand (b), 4-1
  - 2003-04-30 mot Kroatien (h), 1-2